# Coma pitagòrica
La coma pitagòrica és l'interval musical que resulta de la diferència entre dotze quintes perfectes i set octaves.
La seva expressió numèrica és {\displaystyle \left({\frac {3}{2}}\right)^{12}:2^{7}={\frac {531441}{524288}}} i la seva magnitud és de 23,50 cents, és a dir, una mica menys de la quarta part d'un semitò temperat.
En el sistema de Pitàgores, que construeix l'escala utilitzant exclusivament quintes perfectes, el cercle de quintes no es tanca perquè les dotze quintes del cercle (amb la seva corresponent reducció de les octaves necessàries) no equivalen a l'uníson ni a la octava. En altres paraules: l'encadenament successiu de factors iguals a 3:2 (la quinta) mai produeix un valor que es pugui reduir a la relació 2:1 (la octava).